# سیروگوینو
سیروگوینو (به صربی: Sirogojno) یک منطقهٔ مسکونی در صربستان است. سیروگوینو ۱۹٫۱۴ کیلومتر مربع مساحت و ۴ نفر جمعیت دارد و ۹۱۱ متر بالاتر از سطح دریا واقع شده‌است.